# Plethodontidae
I Pletodontidi (Plethodontidae Gray, 1850) sono una famiglia di anfibi urodeli.

## Descrizione
I membri di questa famiglia sono caratterizzati dalla assenza di polmoni: la respirazione avviene attraverso la pelle e tessuti specializzati presenti all'interno della bocca. Funzionale in tal senso è la forma leggermente appiattita del corpo di questi animali che consente di mantenere un'elevata superficie in rapporto al volume corporeo rispetto alle salamandre polmonate di pari dimensioni, così da garantire un apporto di ossigeno sufficiente a tutti gli organi e i tessuti. Altra peculiarità è la presenza di globuli rossi privi di nucleo osservata in alcune specie, adattamento che sembra aver reso più efficiente l'attività trasportatrice dell'ossigeno da parte dell'emoglobina, contenuta in maggiori quantità in tali eritrociti anucleati. Possiedono inoltre dei solchi naso-labiali con funzioni chemorecettive.

## Distribuzione e habitat
L'attuale areale dei Pletodontidi si estende prevalentemente nel Nuovo Mondo, dall'Alaska e dalla Nuova Scozia (Canada) sino all'est del Brasile e alla Bolivia. In Europa la famiglia è rappresentata dai geotritoni del genere Speleomantes (8 specie), presenti nella penisola italiana, in Sardegna e nel Nizzardo. Un'unica specie, Karsenia koreana, è presente in Corea.
I pletodontidi, tra 60 e 100 milioni d'anni fa, avevano una distribuzione olartica. Il raffreddamento del clima comportò la crescita delle popolazioni neartiche ed il declino di quelle paleartiche, i cui unici discendenti noti sono appunto la karsenia ed i geotritoni.

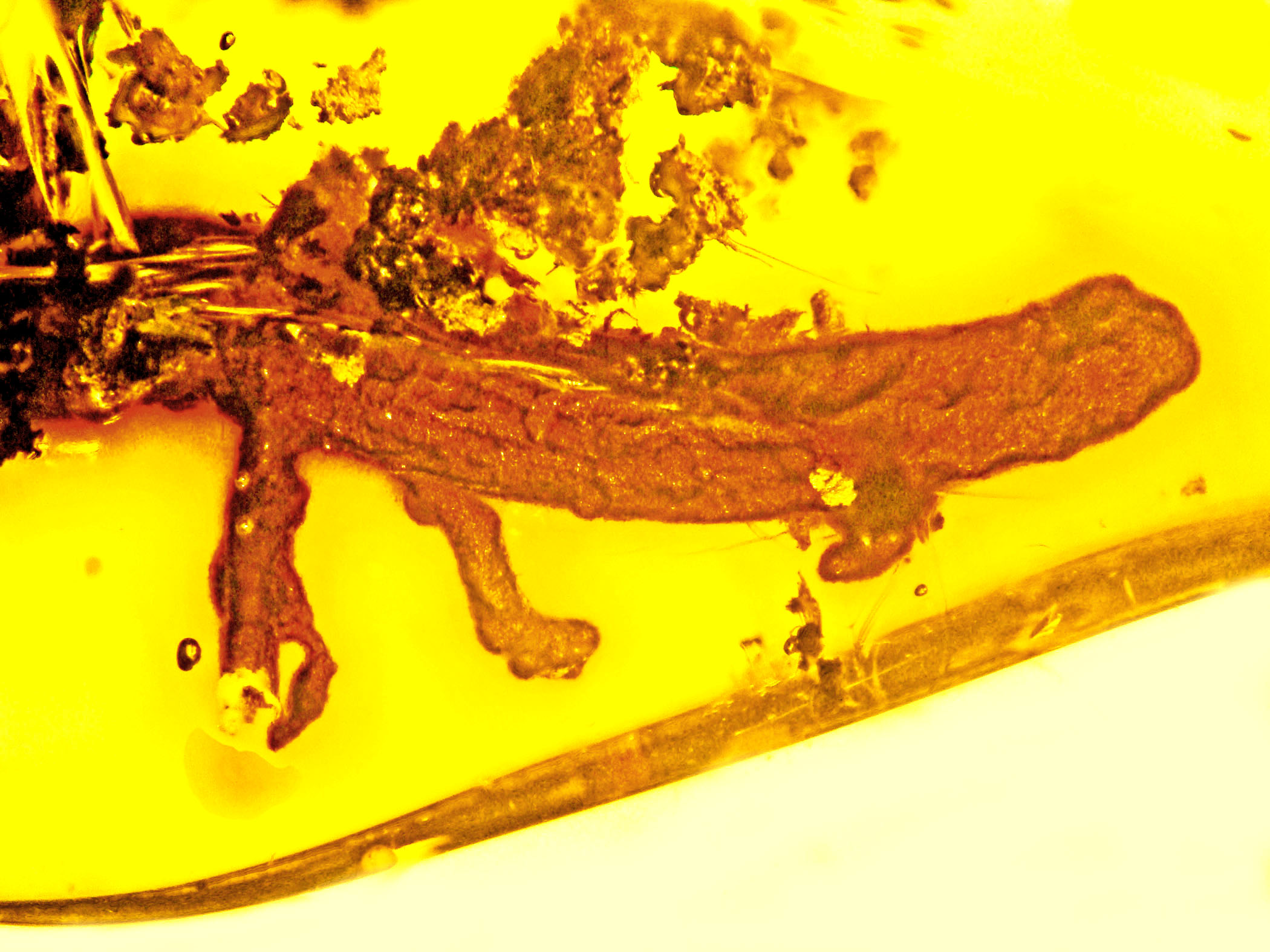
Fossile (conservato nell'ambra) del pletodontide estinto Palaeoplethodon

Le diverse specie della famiglia si sono adattate ad habitat differenti: esistono specie arboricole, fossorie, terrestri, specie che vivono lungo i greti dei torrenti o in gallerie e grotte.

## Tassonomia
Con 491 specie è la più grande famiglia di salamandre esistenti.

Comprende 2 sottofamiglie:

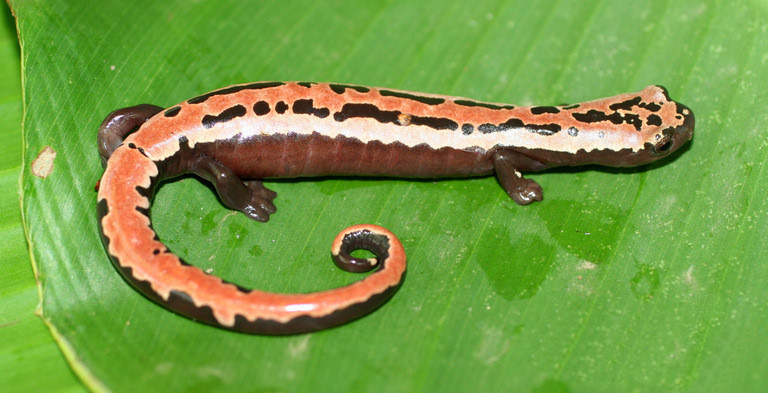
Bolitoglossa mexicana

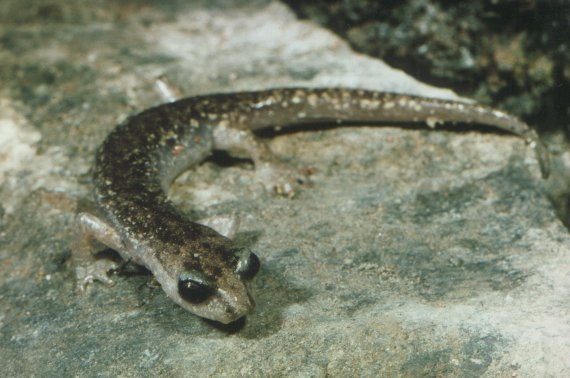
Speleomantes genei

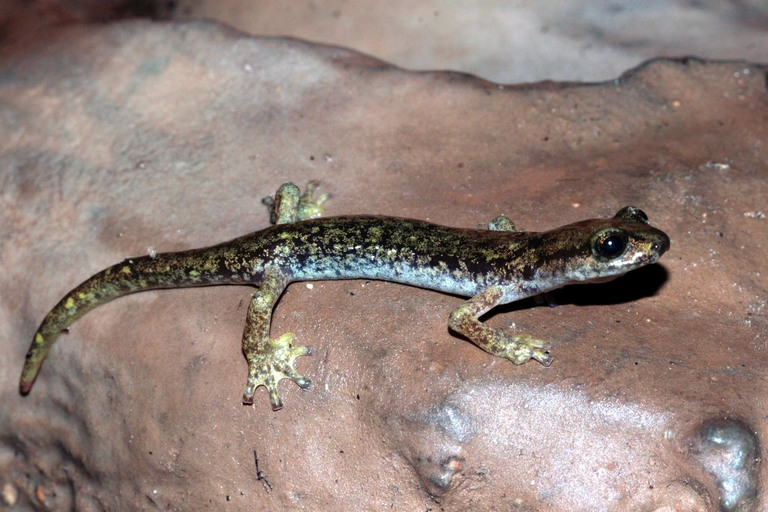
Speleomantes supramontis

- Sottofamiglia Hemidactyliinae Hallowell, 1856 (385 sp.)
  - genere † Palaeoplethodon
  - genere Aquiloeurycea (6 spp.)
  - genere Batrachoseps (21 spp.)
  - genere Bolitoglossa (136 spp.)
  - genere Bradytriton (1 sp.)
  - genere Chiropterotriton (23 spp.)
  - genere Cryptotriton (7 spp.)
  - genere Dendrotriton (8 spp.)
  - genere Eurycea (33 spp.)
  - genere Gyrinophilus (4 spp.)
  - genere Hemidactylium (1 sp.)
  - genere Isthmura (7 spp.)
  - genere Ixalotriton (2 spp.)
  - genere Nototriton (20 spp.)
  - genere Nyctanolis (1 sp.)
  - genere Oedipina (40 spp.)
  - genere Parvimolge (1 sp.)
  - genere Pseudoeurycea (40 spp.)
  - genere Pseudotriton (3 spp.)
  - genere Stereochilus (1 sp.)
  - genere Thorius (29 spp.)
  - genere Urspelerpes (1 sp.)

- Sottofamiglia Plethodontinae Gray, 1850 (106 specie)
  - genere Aneides (10 spp.)
  - genere Desmognathus (24 spp.)
  - genere Ensatina (1 sp.)
  - genere Hydromantes (5 spp.)
  - genere Karsenia (1 sp.)
  - genere Phaeognathus (1 sp.)
  - genere Plethodon (56 spp.)
  - genere Speleomantes (8 spp.)